# Vias dopaminérgicas

As principais vias dopaminérgicas do cérebro humano

Vias dopaminérgicas (vias da dopamina, projeções dopaminérgicas) no cérebro humano estão envolvidas em processos tanto fisiológicos quanto comportamentais, incluindo movimento, cognição, funções executivas, recompensa, motivação e controle neuroendócrino. Cada via consiste em um conjunto de neurônios de projeção, formados por neurônios dopaminérgicos individuais.
As quatro principais vias dopaminérgicas são a via mesolímbica, a via mesocortical, a via nigrostriatal e a via tuberoinfundibular. A via mesolímbica e a via mesocortical formam o sistema mesocorticolímbico. Outras duas vias dopaminérgicas a serem consideradas são o Trato hipotálamo-espinal e a Via incerto-hipotalâmica.
A doença de Parkinson, o TDAH, os transtornos por uso de substâncias (dependência) e a síndrome das pernas inquietas podem ser atribuídos a disfunções em vias dopaminérgicas específicas.
Os neurônios dopaminérgicos dessas vias sintetizam e liberam o neurotransmissor dopamina. As enzimas tirosina hidroxilase e dopa descarboxilase são necessárias para a síntese de dopamina. Essas enzimas são produzidas nos corpos celulares dos neurônios dopaminérgicos. A dopamina é armazenada no citoplasma e em vesículas nos terminais axonais. A liberação de dopamina das vesículas é desencadeada pela despolarização da membrana induzida pela propagação do potencial de ação. Os axônios dos neurônios dopaminérgicos se estendem por todo o comprimento de sua via designada.

## Vias

### Principais
Seis das vias dopaminérgicas são listadas abaixo.
| Nome da via                | Nome da via              | Descrição | Processos associados | Transtornos associados                                                                                    |
| -------------------------- | ------------------------ | --- | --- | --- |
| Sistema mesocorticolímbico | Via mesolímbica          | A via mesolímbica transmite dopamina da Área tegmental ventral (ATV), localizada no mesencéfalo, para o estriado ventral, que inclui tanto o Núcleo accumbens quanto o Tubérculo olfatório.          | Recompensa relacionada à cognição (saliência de incentivo ("querer"), resposta de prazer ("gostar") a certos estímulos, reforço positivo) e cognição relacionada à aversão | TDAH, dependência, esquizofrenia                                                                          |
| Sistema mesocorticolímbico | Via mesocortical         | A via mesocortical transmite dopamina da ATV para o Córtex pré-frontal. | Funções executivas (atenção, memória de trabalho, controle inibitório, planejamento)                                                                                       | TDAH, dependência, esquizofrenia                                                                          |
| Via nigrostriatal          | Via nigrostriatal        | A via nigrostriatal transmite dopamina da zona compacta da Substância negra para o Núcleo caudado e o Putâmen.                                                                                       | Função motora, cognição relacionada à recompensa, aprendizagem associativa                                                                                                 | Dependência, coreia, Doença de Huntington, esquizofrenia, TDAH, Síndrome de Tourette, Doença de Parkinson |
| Via tuberoinfundibular     | Via tuberoinfundibular   | A via tuberoinfundibular transmite dopamina do Hipotálamo para a Glândula pituitária. Controla a secreção de hormônios, incluindo a prolactina.                                                      | Regulação da secreção de prolactina | Hiperprolactinemia                                                                                        |
| Trato hipotálamo-espinal   | Trato hipotálamo-espinal | O trato hipotálamo-espinal não apenas regula o equilíbrio hormonal, mas também influencia redes locomotoras no tronco encefálico e na medula espinhal, modulando o controle e a coordenação motores. | Função motora | Síndrome das pernas inquietas                                                                             |
| Via incerto-hipotalâmica   | Via incerto-hipotalâmica | Esta via, originada na Zona incerta, influencia o hipotálamo e centros locomotores no tronco encefálico.                                                                                             | Atividades viscerais e sensório-motoras | Tremor |

### Menores
Trato hipotálamo-espinal
- Hipotálamo → Medula espinhal

Via incerto-hipotalâmica
- Zona incerta → Hipotálamo
- Zona incerta → Tronco encefálico VTA → Amígdala (via mesoamigdalóide)

VTA → Hipocampo
VTA → Córtex do cíngulo
VTA → Bulbo olfatório
SNc → Núcleo subtalâmico

## Função

### Sistema mesocorticolímbico

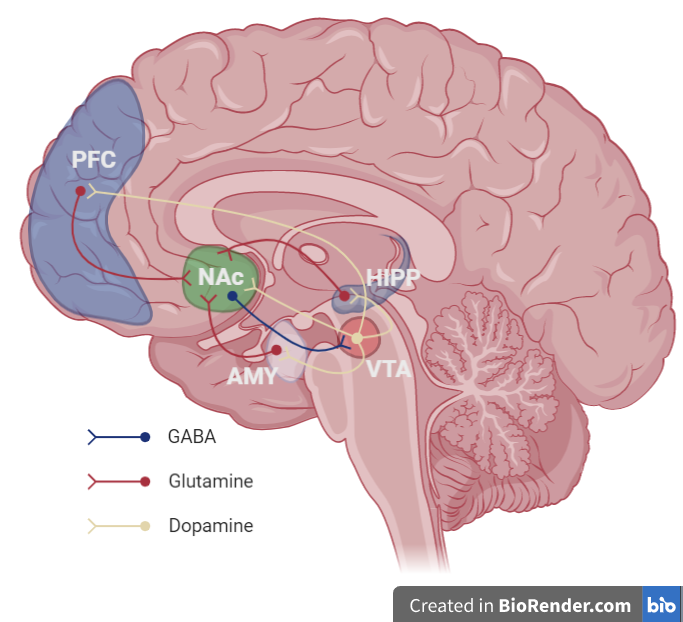
A via mesocorticolímbica origina-se na ATV e passa pela amígdala, núcleo accumbens e hipocampo, desempenhando papel na memória, regulação emocional, motivação e recompensa.

O sistema mesocorticolímbico refere-se às vias mesocortical e mesolímbica, ambas originadas na Área tegmental ventral (ATV) no mesencéfalo. Por meio de conexões separadas com o córtex pré-frontal (via mesocortical) e com o estriado ventral (via mesolímbica), essa projeção desempenha papel fundamental na aprendizagem, motivação, recompensa, memória e movimento. Subtipos de receptores de dopamina, D1 e D2, têm funções complementares nessa via, facilitando a aprendizagem em resposta a feedback positivo e negativo. Ambas as vias do sistema mesocorticolímbico estão associadas a TDAH, esquizofrenia e dependência.

### Via mesocortical
A via mesocortical projeta-se da ATV para o córtex pré-frontal, estando envolvida em processos cognitivos e regulação de funções executivas, como atenção, memória de trabalho e controle inibitório. A disfunção nessa via tem sido relacionada ao TDAH.

### Via mesolímbica
Conhecida como via da recompensa, projeta-se da ATV para o estriado ventral (núcleo accumbens e tubérculo olfatório). Quando uma recompensa é antecipada, a taxa de disparo dos neurônios dopaminérgicos nessa via aumenta. Essa via está envolvida em saliência de incentivo, motivação, aprendizagem por reforço, medo e outros processos cognitivos. Estudos em animais mostram que a depleção de dopamina nessa via reduz o empenho para obter recompensas. Pesquisas buscam esclarecer o papel dessa via na percepção de prazer.

### Via nigrostriatal
A via nigrostriatal está envolvida em comportamentos relacionados ao movimento e à motivação. A transmissão de dopamina para o Estriado dorsal desempenha papel na recompensa e motivação, enquanto o movimento é influenciado pela transmissão para a substância negra. Esta via está associada a Doença de Huntington, Doença de Parkinson, TDAH, esquizofrenia e Síndrome de Tourette, e também regula aprendizagem associativa.

### Via tuberoinfundibular
A via tuberoinfundibular transmite dopamina do hipotálamo para a glândula pituitária, desempenhando papel na regulação do equilíbrio hormonal e na modulação da secreção de prolactina, responsável pela produção de leite materno em fêmeas. A hiperprolactinemia, comum em gestantes, é uma condição associada ao excesso de prolactina. Após o parto, a queda dos níveis de estrogênio contribui para a restauração da inibição dopaminérgica, prevenindo hiperprolactinemia sustentada em indivíduos não gestantes e não lactantes.

### Circuito córtico-gânglio basal-tálamo-cortical
As vias dopaminérgicas que projetam da Substância negra pars compacta (SNc) e da Área tegmental ventral (ATV) para o Estriado (vias nigrostriatal e mesolímbica, respectivamente) integram um componente do circuito córtico-gânglio basal-tálamo-cortical. A porção nigrostriatal desse circuito consiste na SNc, que origina vias inibitórias e excitatórias do estriado para o Globo pálido e para o Núcleo subtalâmico, antes de projetar ao tálamo. Os neurônios dopaminérgicos nesse circuito aumentam a frequência de disparo fásico em resposta a erro de recompensa positiva, mas não diminuem o disparo em eventos de recompensa negativa, sugerindo que neurônios serotoninérgicos codifiquem perdas de recompensa. Modelos propõem um "crítico" que codifica valor e um "ator" que seleciona ações, ou que as ações se originam no córtex sendo moduladas pelos gânglios basais, com a via direta facilitando comportamentos apropriados e a via indireta inibindo ações inadequadas. Em tais modelos, a atividade dopaminérgica tônica favorece a via direta, acelerando a execução de ações.
Esses modelos são relevantes para o estudo de TOC, TDAH, Síndrome de Tourette, Doença de Parkinson, esquizofrenia e dependência.